# Казазян, Гайк
Гайк Казазян (род. 1982, Ереван, Армянская ССР) — армянский музыкант, скрипач, солист Московской государственной академической филармонии, лауреат российских и международных конкурсов. Выступал на сценах «Карнеги-холл», Зал Берлинской Филармонии, Барбикан-холл и Вигмор-холл в Лондоне, театр «Шатле», зал «Gaveau» в Париже, Большой Зал Московской консерватории, Государственный Кремлёвский Дворец, Большой зал филармонии в С.- Петербурге.
Учился в Ереванской музыкальной школе им. Саят-Новы, после переезда в Москву, в 1996 году, учился в Школа имени Гнесиных и Московской государственной консерватории имени П. И. Чайковского.

## Награды
- Международный конкурс им. А. И. Ямпольского[англ.] (1999, II премия)[2]
- ХII Международный конкурс им. Г. Венявского в Польше (2001, III премия и специальный приз за лучшее исполнение полонеза Венявского)[2]
- ХII Международный конкурс им. П. И. Чайковского[3](2002, IV премия и 3 специальных приза: от телеканала «Культура», от Московской консерватории и от фонда «Новые имена»)[4]
- Международный конкурс скрипачей «Sion-Valais» в Швейцарии (2004, I премия и три специальных приза)[2]
- Международный конкурс им. М. Лонг и Ж. Тибо в Париже (2005, III премия и приз публики)[2]